# Olympische Jugend-Sommerspiele 2018/Beachhandball/Kader Jungen

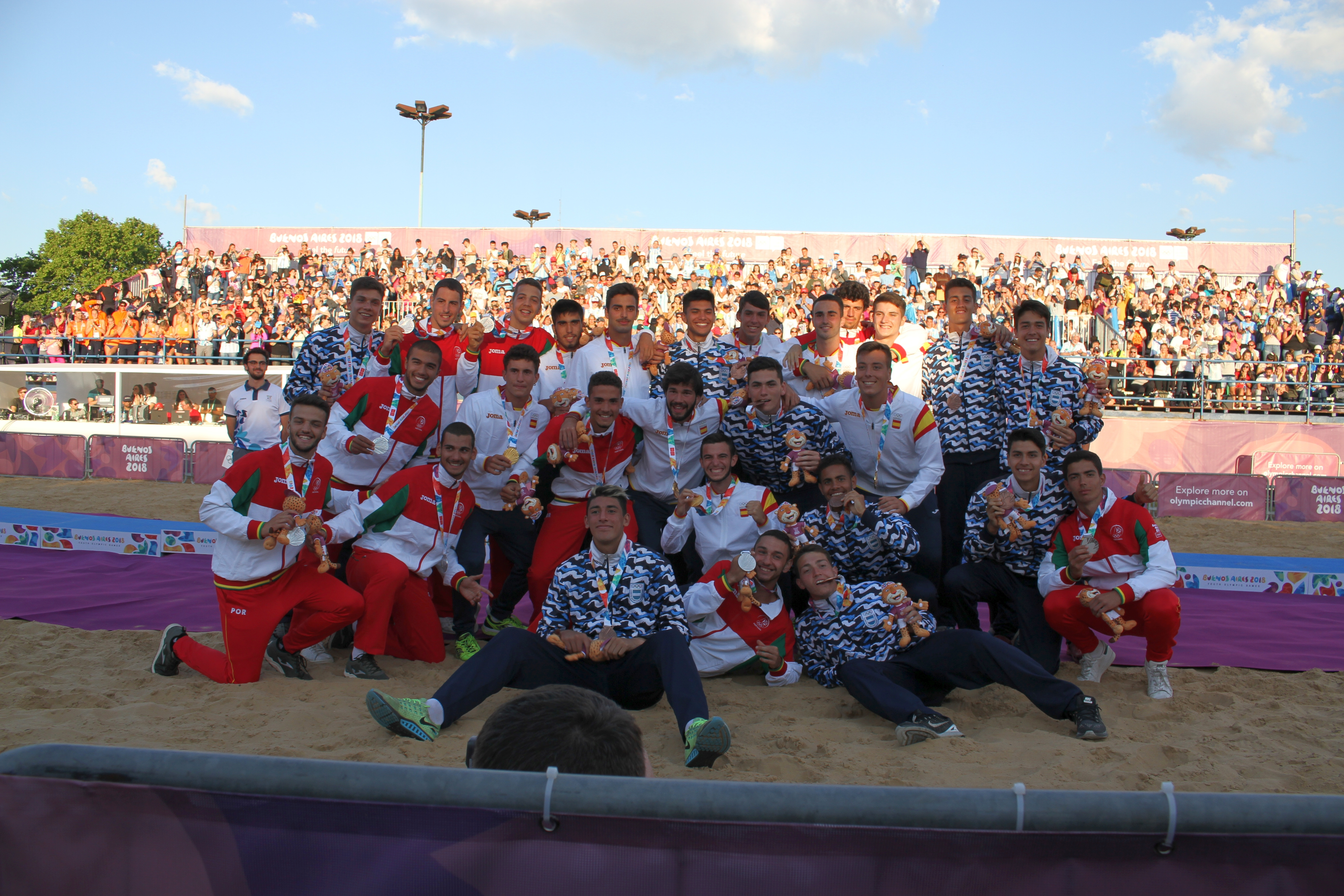
Die drei besten Mannschaften mit ihren Medaillen

Auf dieser Unterseite von Olympische Jugend-Sommerspiele 2018/Beachhandball werden die Kader, Statistiken sowie einige andere Informationen zu den teilnehmenden Mannschaften des Turniers der Jungen gesammelt. Für die Mädchen siehe Olympische Jugend-Sommerspiele 2018/Beachhandball/Kader Mädchen.
Alle Mannschaften traten mit der maximalen Zahl von neun Spielern an. Somit waren 108 Spieler im Einsatz.

## Legende
| Legende für die Spielertabellen - PU – erzielte Punkte - ZS – Zeitstrafen - PV – Platzverweise (Zweite Zeitstrafe+Disziplinarstrafe) - SW – Strafwürfe (gefoult worden/verursacht) - AS – Assists - ST – Steals - BL – Blöcke - TO – Turnover - SA – Saves durch Torhüter (bei Würfen) – gehalten/gesamt (%) | Legende für die Positionen - SPC – Spezialist (Specialist) - CB – Rückraum Mitte (Central Back) - D – Zentraler Abwehrspieler ([Central] Defender) - LW – Links-Außen (Left Wing) - RW – Rechts-Außen (Right Wing) - GK – Torwart (Goalkeeper) - P – Kreisläufer (Pivot) |

## Argentinien

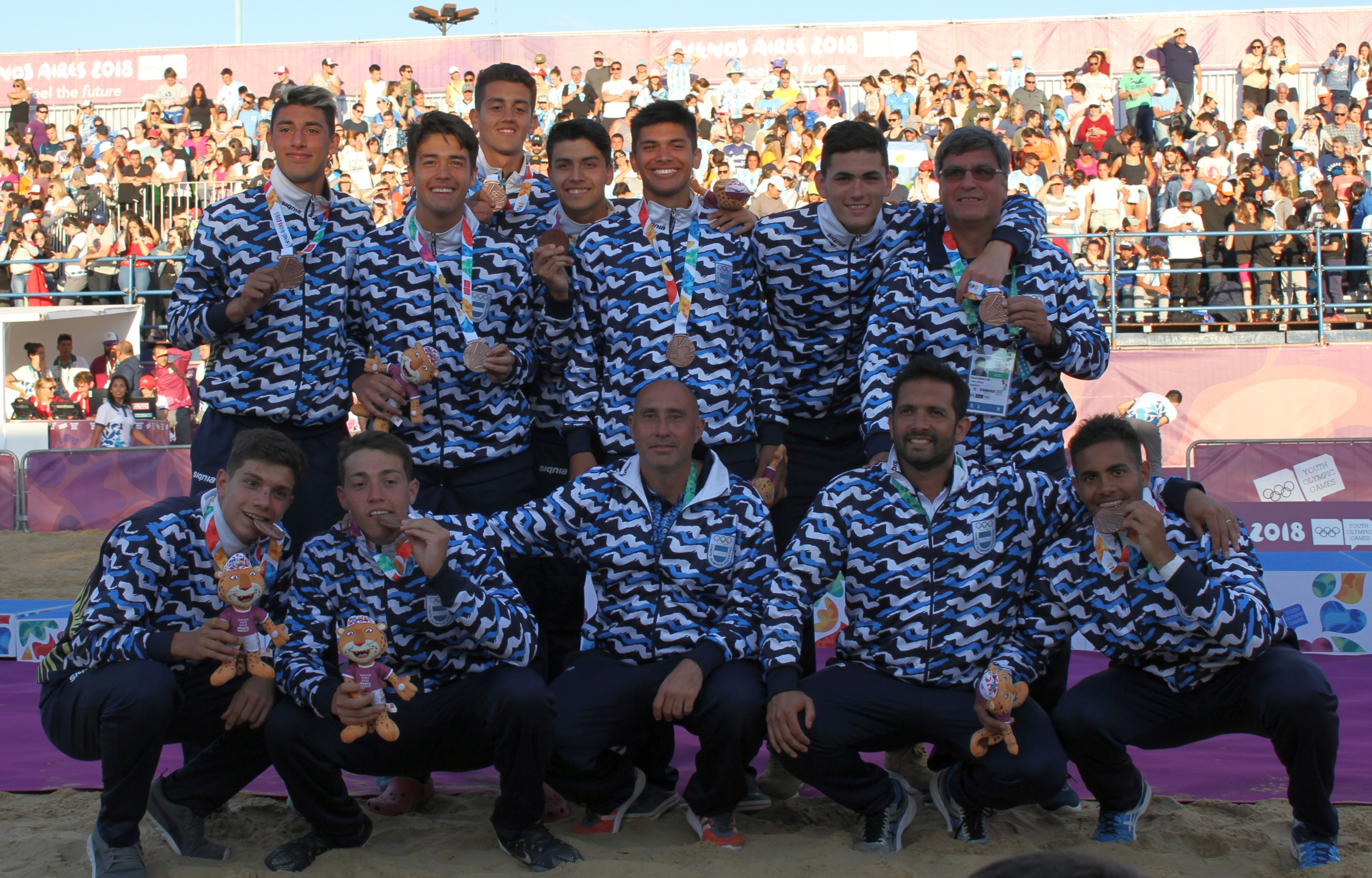
Die argentinische Mannschaft bei der Siegerehrung

| NR | Name               | Position | PU  | ZS | PV | SW  | AS | ST | BL | TO | SA            |
| -- | ------------------ | -------- | --- | -- | -- | --- | -- | -- | -- | -- | ------------- |
| 01 | Nahuel Baptista    | P/LW     | 152 | 02 | 0– | 6/– | 16 | 0– | 0– | 09 | 00–           |
| 02 | José Basualdo      | P/LW     | 002 | 04 | 02 | –/9 | 0– | 0– | 0– | 01 | 00–           |
| 03 | Francisco Daudinot | LW/RW    | 088 | 0– | 0– | 7/1 | 11 | 0– | 0– | 13 | 00–           |
| 04 | Nicolás Dieguez    | RW       | 084 | 02 | 0– | 4/4 | 18 | 0– | 0– | 09 | 00–           |
| 06 | Elian Jesús Goux   | LW/SPC   | 016 | 04 | 0– | –/5 | 01 | 06 | 01 | 01 | 1/17 (6 %)    |
| 07 | Nicolás Millet     | P/LW     | 002 | 05 | 0– | –/5 | 0– | 0– | 01 | 0– | 00–           |
| 08 | Alejo Novillo      | GK       | 010 | 0– | 0– | 0–  | 01 | 0– | 0– | 01 | 67/253 (26 %) |
| 09 | Tomás Paez Alarcon | SPC/CB   | 025 | 01 | 0– | –/1 | 06 | 0– | 01 | 01 | 3/12 (25 %)   |
| 12 | Julián Santos      | LW/P     | 074 | 01 | 0– | 2/1 | 43 | 0– | 0– | 04 | 00–           |

- Trainer: Daniel Zeballos
- Assistent: Gastón Boiman
- Betreuer: Marcelo Gramcko

| Trikot           | Tank Top Feld | Tank Top Tor/Specialist | Shorts   |
| ---------------- | ------------- | ----------------------- | -------- |
| Standardtrikot   | Hellblau/Weiß | Gelb                    | Hellblau |
| Ausweichtrikot   | Blau          | Gelb                    | Hellblau |
| Ausweichtrikot 2 | Weiß          | Gelb                    | Hellblau |

## Chinesisch Taipeh (Taiwan)

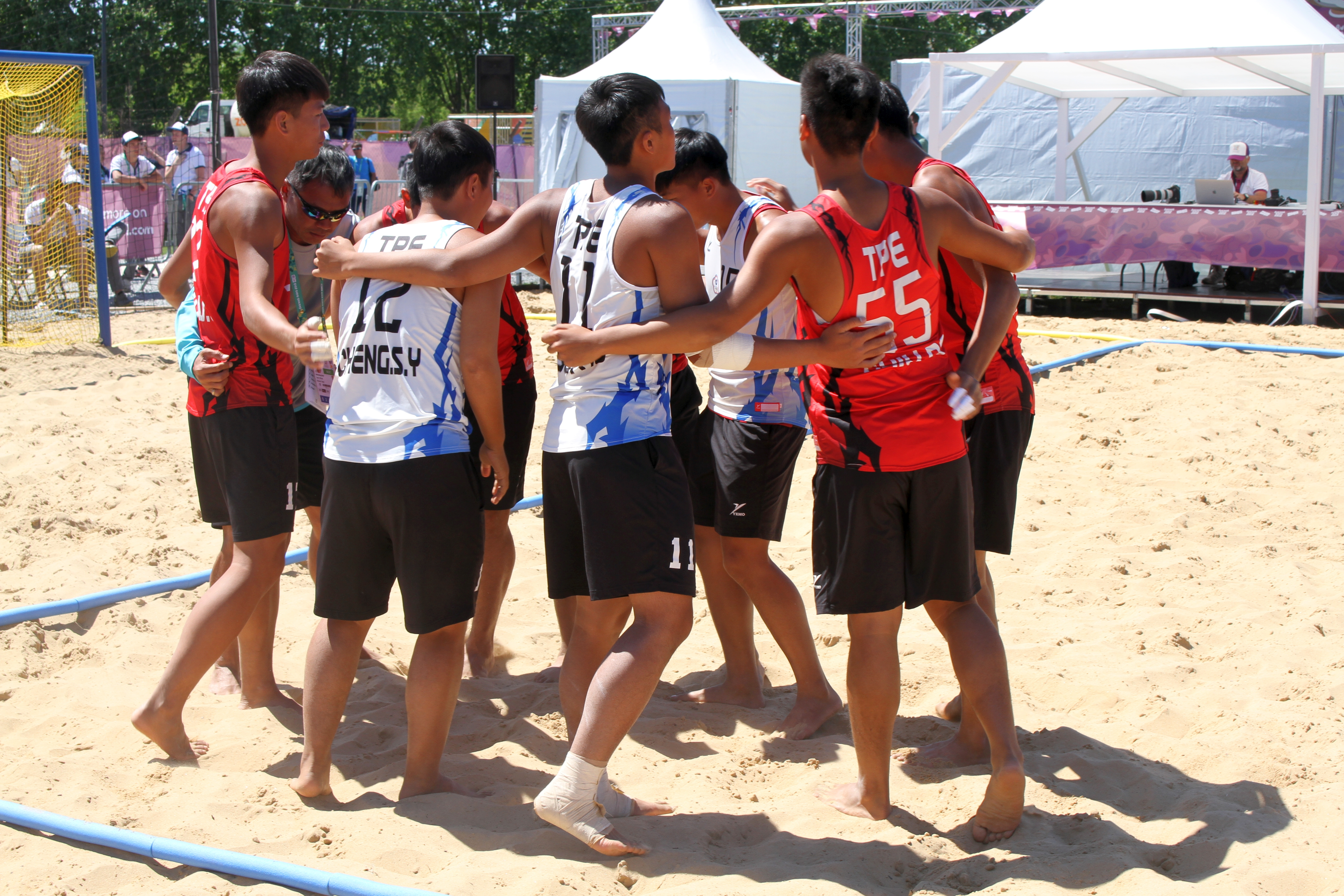
Die Mannschaft stimmt sich vor dem Vorrundenspiel gegen Thailand ein

| NR | Name           | Position | PU | ZS | PV | SW | AS | ST | BL | TO | SA |
| -- | -------------- | -------- | -- | -- | -- | -- | -- | -- | -- | -- | -- |
| 05 | Hsieh Chihsuan | RW/SPC   |    |    |    |    |    |    |    |    |    |
| 07 | Ting Hsihsien  | LW/P     |    |    |    |    |    |    |    |    |    |
| 10 | Pan Yuanjen    | RW/P     |    |    |    |    |    |    |    |    |    |
| 11 | Hsu Yuchen     | SPC/LW   |    |    |    |    |    |    |    |    |    |
| 12 | Chang Shinyen  | GK       |    |    |    |    |    |    |    |    |    |
| 15 | Wu Pengwei     | SPC/P    |    |    |    |    |    |    |    |    |    |
| 17 | Su Weilun      | LW/SPC   |    |    |    |    |    |    |    |    |    |
| 55 | Chiu Pinsheng  | LW/RW    |    |    |    |    |    |    |    |    |    |
| 99 | Chen Guanru    | GK/P     |    |    |    |    |    |    |    |    |    |

- Trainer: Kao Chihching

| Trikot           | Tank Top Feld | Tank Top Tor/Specialist | Shorts  |
| ---------------- | ------------- | ----------------------- | ------- |
| Standardtrikot   | Rot           | Rot                     | Schwarz |
| Ausweichtrikot   | Weiß          | Rot                     | Schwarz |
| Ausweichtrikot 2 | Schwarz       | Rot                     | Schwarz |

## Italien

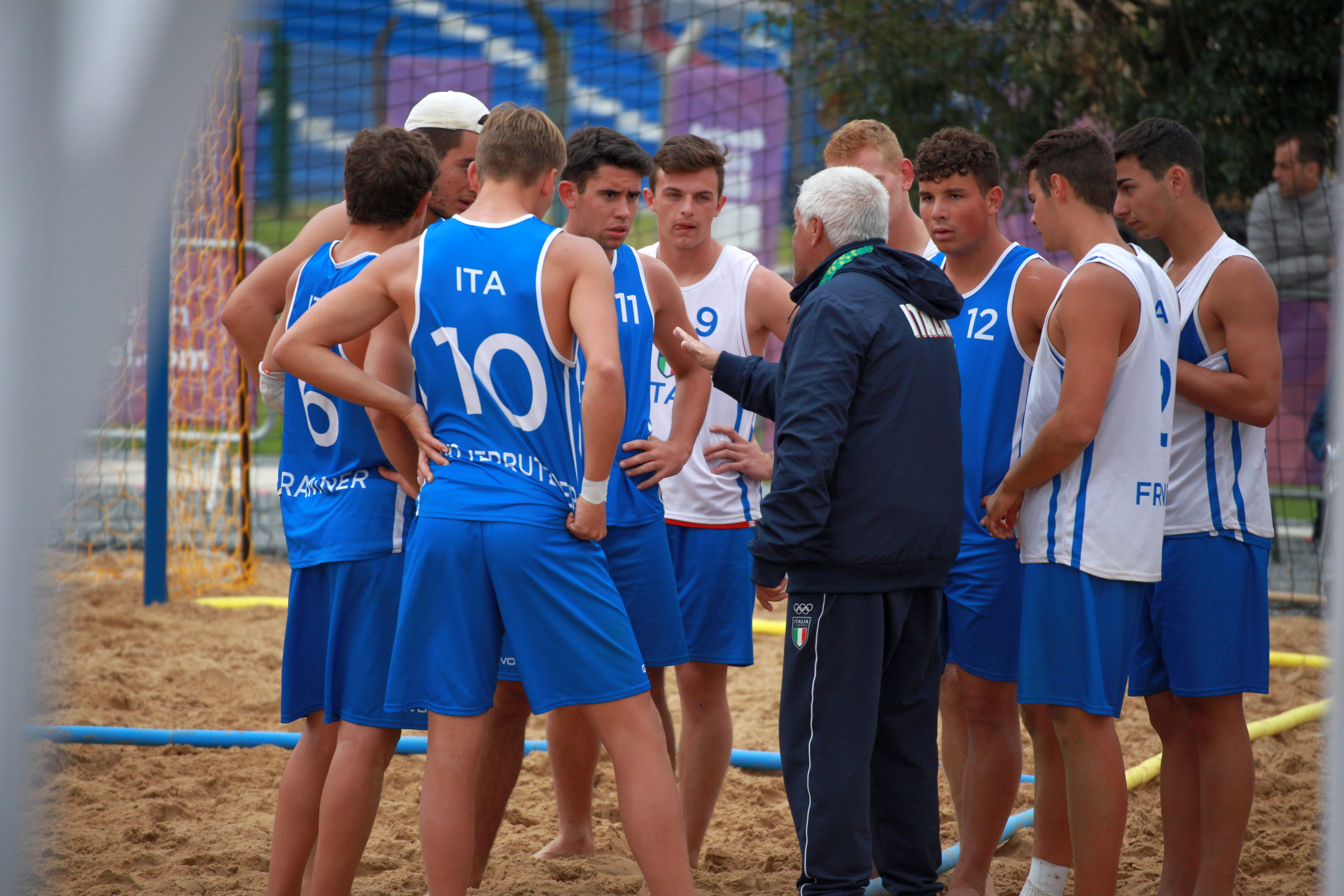
Das italienische Team bei der Teambesprechung beim Platzierungsrundenspiel gegen Venezuela

| NR | Name                    | Position | PU | ZS | PV | SW | AS | ST | BL | TO | SA |
| -- | ----------------------- | -------- | -- | -- | -- | -- | -- | -- | -- | -- | -- |
| 02 | Alex Freund             | SPC      |    |    |    |    |    |    |    |    |    |
| 06 | Max Prantner            | RW       |    |    |    |    |    |    |    |    |    |
| 09 | Giovanni Pavani         | GK       |    |    |    |    |    |    |    |    |    |
| 10 | Christian Mitterrutzner | P        |    |    |    |    |    |    |    |    |    |
| 11 | Davide Campestrini      | P        |    |    |    |    |    |    |    |    |    |
| 12 | Davide Notarangelo      | SPC      |    |    |    |    |    |    |    |    |    |
| 13 | Giovanni Cabrini        | D        |    |    |    |    |    |    |    |    |    |
| 14 | Matteo Capuzzo          | GK       |    |    |    |    |    |    |    |    |    |
| 17 | Umberto Bronzo          | SPC      |    |    |    |    |    |    |    |    |    |

- Trainer: Vincenzo Malatino
- Betreuer: Massimiliano Bardini

| Trikot           | Tank Top Feld | Tank Top Tor/Specialist | Shorts |
| ---------------- | ------------- | ----------------------- | ------ |
| Standardtrikot   | Blau          | Weiß                    | Blau   |
| Ausweichtrikot   | Weiß          | Weiß                    | Blau   |
| Ausweichtrikot 2 | Weiß          | Weiß                    | Blau   |

## Kroatien

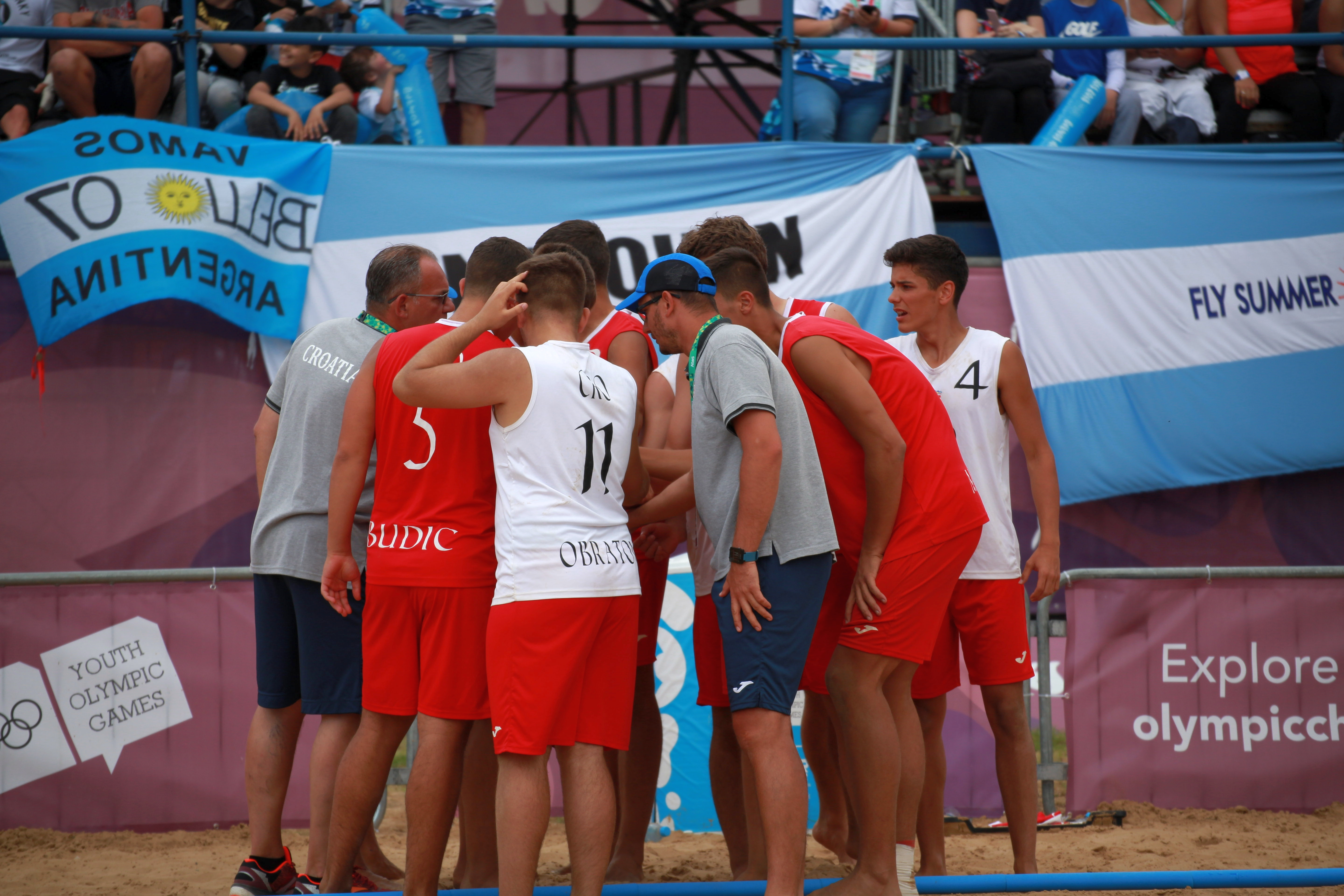
Die kroatische Mannschaft vor dem Kleinen Finale

| NR | Name                | Position | PU | ZS | PV | SW | AS | ST | BL | TO | SA |
| -- | ------------------- | -------- | -- | -- | -- | -- | -- | -- | -- | -- | -- |
| 01 | Borna Kolić         | GK       |    |    |    |    |    |    |    |    |    |
| 03 | Ivan Palac          | LW/P     |    |    |    |    |    |    |    |    |    |
| 04 | Tin Brzica          | SPC/D    |    |    |    |    |    |    |    |    |    |
| 05 | Mateo Budić         | D/RW     |    |    |    |    |    |    |    |    |    |
| 06 | Bruno Sudarević     | P/D      |    |    |    |    |    |    |    |    |    |
| 07 | Ivan Antonio Hančić | LW/P     |    |    |    |    |    |    |    |    |    |
| 09 | Marko Marunčić      | RW/D     |    |    |    |    |    |    |    |    |    |
| 11 | Krešimir Obratov    | SPC/LW   |    |    |    |    |    |    |    |    |    |
| 12 | Marko Pranjić       | GK       |    |    |    |    |    |    |    |    |    |

- Trainer: Mladen Paradžik
- Assistent: Mario Močilac

| Trikot           | Tank Top Feld | Tank Top Tor/Specialist | Shorts |
| ---------------- | ------------- | ----------------------- | ------ |
| Standardtrikot   | Rot           | Weiß                    | Rot    |
| Ausweichtrikot   | Weiß          | Weiß                    | Rot    |
| Ausweichtrikot 2 | Weiß          | Weiß                    | Rot    |

## Mauritius
| NR | Name                       | Position | PU | ZS | PV | SW | AS | ST | BL | TO | SA |
| -- | -------------------------- | -------- | -- | -- | -- | -- | -- | -- | -- | -- | -- |
| 1  | Joey Frederick             | SPC/GK   |    |    |    |    |    |    |    |    |    |
| 2  | Dary Dada                  | SPC/GK   |    |    |    |    |    |    |    |    |    |
| 3  | Louis Julio Rivaldo Revaud | SPC/RW   |    |    |    |    |    |    |    |    |    |
| 4  | Adrien Chan                | D/LW     |    |    |    |    |    |    |    |    |    |
| 5  | Jason Clair                | LW/P     |    |    |    |    |    |    |    |    |    |
| 6  | Jean Emmanuel Marcelin     | SPC/CB   |    |    |    |    |    |    |    |    |    |
| 7  | David Thomas               | P/LW     |    |    |    |    |    |    |    |    |    |
| 8  | Michel Joson               | D/RW     |    |    |    |    |    |    |    |    |    |
| 9  | Jean Romain                | RW/SPC   |    |    |    |    |    |    |    |    |    |

- Trainerin: Karine Raboud-Amoordon

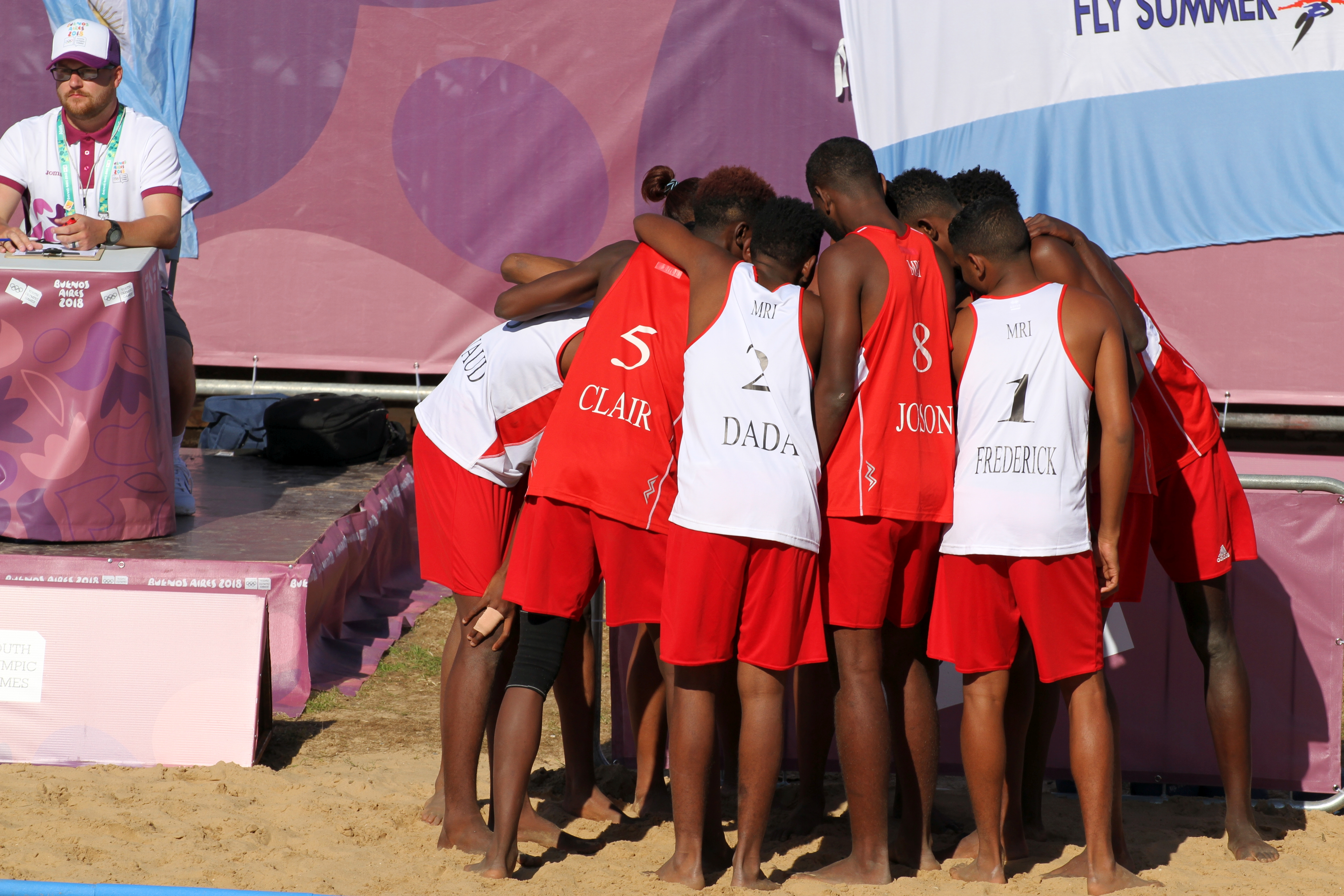
Die Mauritianer stimmen sich auf ihr Vorrundenspiel gegen Argentinien ein

- Betreuer: Martial Georges Ludovic Carre

| Trikot           | Tank Top Feld | Tank Top Tor/Specialist | Shorts |
| ---------------- | ------------- | ----------------------- | ------ |
| Standardtrikot   | Rot           | Weiß                    | Weiß   |
| Ausweichtrikot   | Weiß          | Weiß                    | Weiß   |
| Ausweichtrikot 2 | Rot           | Weiß                    | Weiß   |

## Paraguay

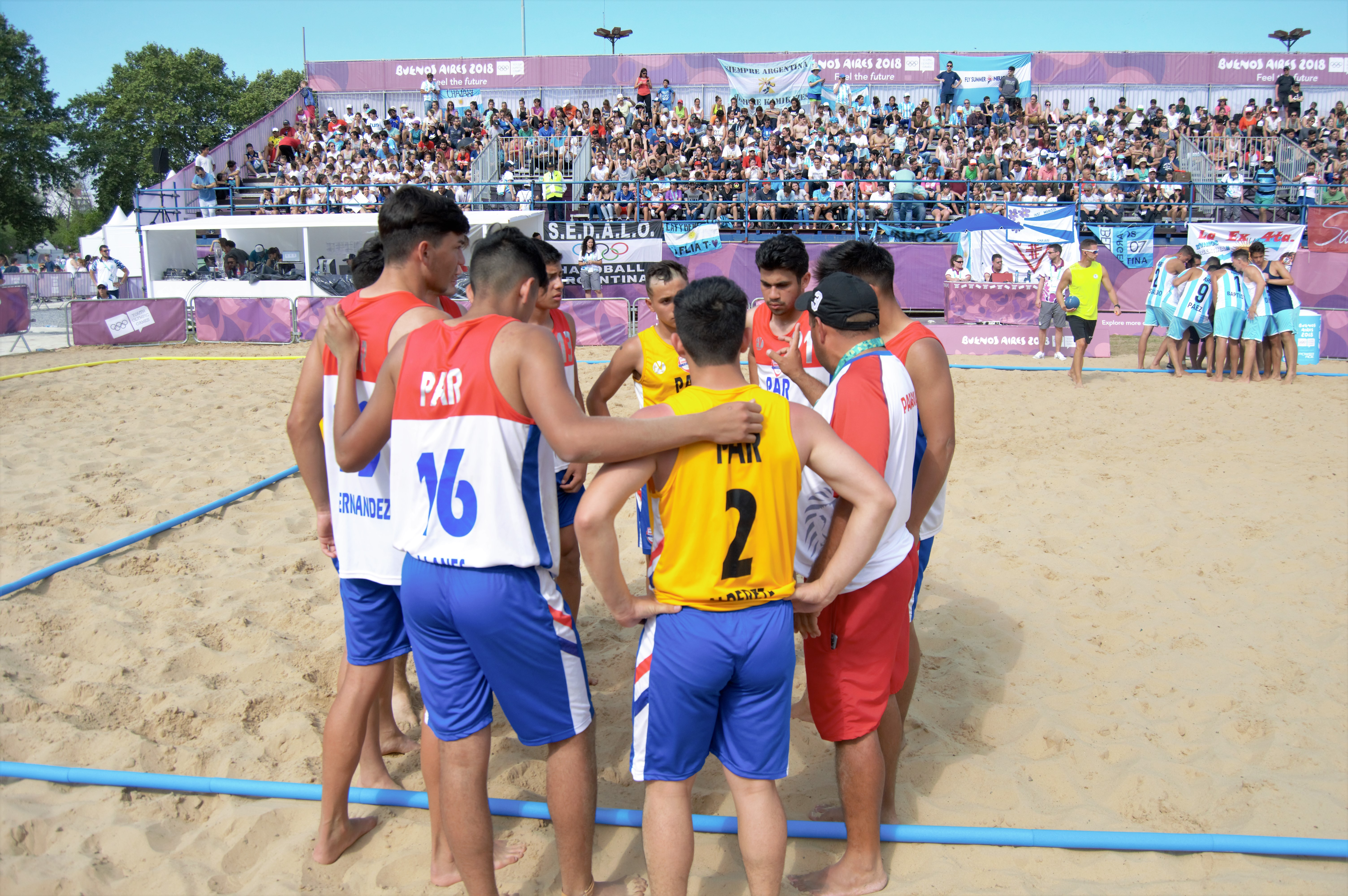
Paraguay vor dem Vorrundenspiel gegen Argentinien

| NR | Name             | Position | PU | ZS | PV | SW | AS | ST | BL | TO | SA |
| -- | ---------------- | -------- | -- | -- | -- | -- | -- | -- | -- | -- | -- |
| 02 | Alex Alderete    | SPC      |    |    |    |    |    |    |    |    |    |
| 05 | Ariel Barrios    | D        |    |    |    |    |    |    |    |    |    |
| 08 | Isaías Vallejos  | RW       |    |    |    |    |    |    |    |    |    |
| 11 | Nelson Ozorio    | SPC      |    |    |    |    |    |    |    |    |    |
| 12 | Jorge Balmaceda  | GK       |    |    |    |    |    |    |    |    |    |
| 13 | Marcelo Cáceres  | LW       |    |    |    |    |    |    |    |    |    |
| 16 | Carlos Llanes    | P        |    |    |    |    |    |    |    |    |    |
| 19 | Alan Fernández   | D        |    |    |    |    |    |    |    |    |    |
| 21 | Gabriel Figueroa | D        |    |    |    |    |    |    |    |    |    |

- Trainer: José Veloso
- Betreuer: Luis Ruiz Díaz

| Trikot           | Tank Top Feld | Tank Top Tor/Specialist | Shorts |
| ---------------- | ------------- | ----------------------- | ------ |
| Standardtrikot   | Weiß          | Schwarz                 | Blau   |
| Ausweichtrikot   | Gelb          | Schwarz                 | Blau   |
| Ausweichtrikot 2 | Schwarz       | Schwarz                 | Blau   |

## Portugal

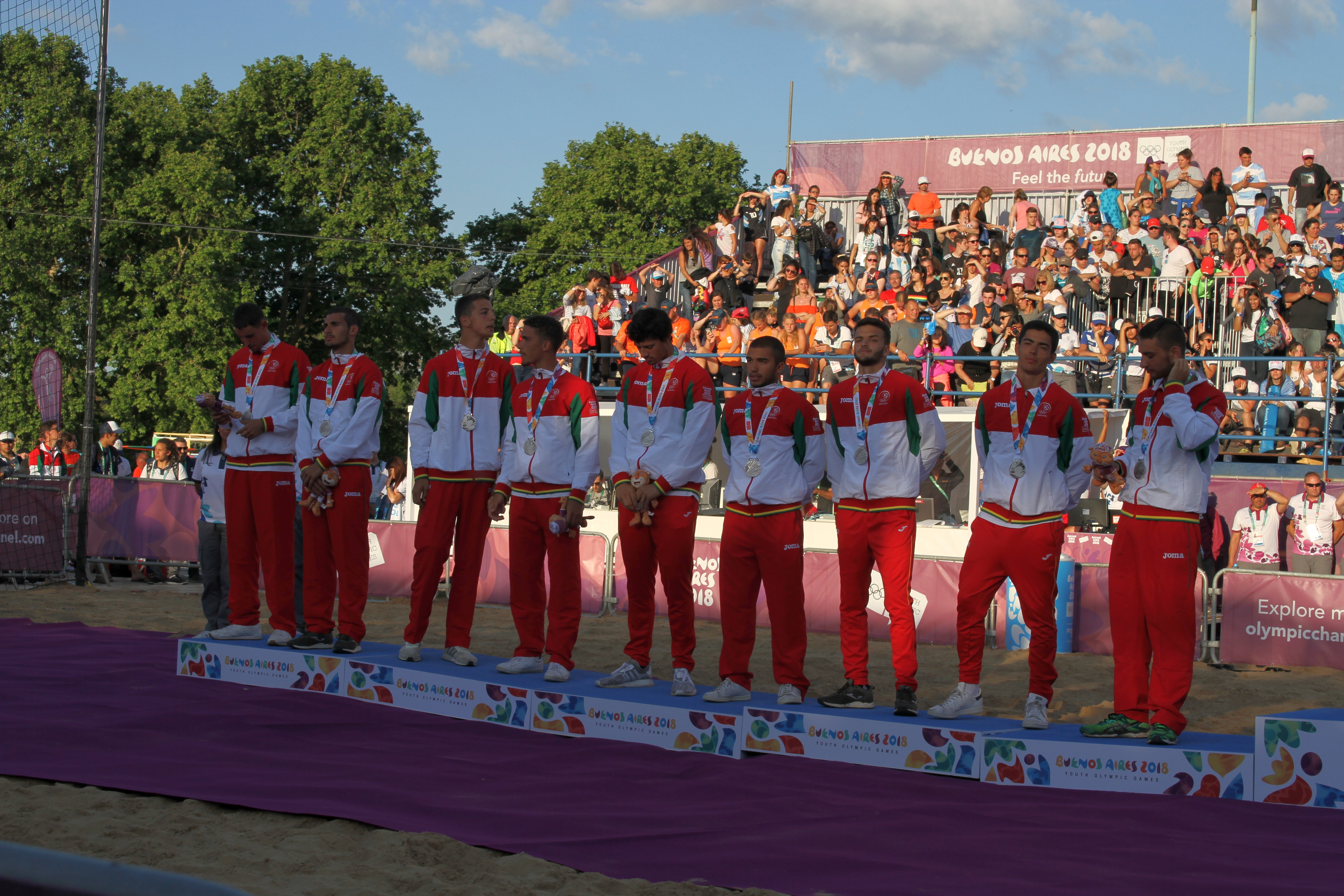
Portugal bei der Medaillenzeremonie

| NR | Name              | Position | PU  | ZS | PV | SW  | AS | ST | BL | TO | SA            |
| -- | ----------------- | -------- | --- | -- | -- | --- | -- | -- | -- | -- | ------------- |
| 01 | Nuno Brito        | GK       | 00– | 0– | 0– | 0–  | 0– | 0– | 0– | 0– | 45/167 (27 %) |
| 03 | André Sousa       | SPC/LW   | 110 | 0– | 0– | 1/– | 62 | 0– | 0– | 10 | 00–           |
| 05 | Nuno Almeida      | D/RW     | 004 | 05 | 0– | –/5 | 03 | 02 | 0– | 01 | 00–           |
| 07 | Rafael Paulo      | RW/SPC   | 029 | 01 | 0– | 3/2 | 22 | 0– | 0– | 05 | 00–           |
| 08 | Salvador Salvador | P/D      | 082 | 02 | 0– | 6/1 | 12 | 02 | 05 | 07 | 0/1 (0 %)     |
| 09 | Diogo Ferreira    | LW/D     | 082 | 01 | 0– | 6/1 | 17 | 0– | 01 | 05 | 0/2 (0 %)     |
| 11 | Miguel Neves      | SPC/LW   | 102 | 01 | 0– | 4/2 | 04 | 0– | 0– | 04 | 0/6 (0 %)     |
| 12 | João Gonçalves    | GK       | 004 | 0– | 0– | 0–  | 04 | 0– | 0– | 0– | 31/77 (40 %)  |
| 13 | André Silva       | P/D      | 009 | 04 | 0– | 1/8 | 02 | 06 | 0– | 0– | 00–           |

- Trainer: Paolo Felix
- Assistent: Pedro Sardo Pereira
- Betreuer: Mario Bernarde

| Trikot           | Tank Top Feld | Tank Top Tor/Specialist | Shorts  |
| ---------------- | ------------- | ----------------------- | ------- |
| Standardtrikot   | Rot           | Schwarz                 | Schwarz |
| Ausweichtrikot   | Grün          | Schwarz                 | Schwarz |
| Ausweichtrikot 2 | Schwarz       | Schwarz                 | Schwarz |

## Spanien
| NR | Name                             | Position | PU  | ZS | PV | SW  | AS | ST | BL | TO | SA            |
| -- | -------------------------------- | -------- | --- | -- | -- | --- | -- | -- | -- | -- | ------------- |
| 03 | Domingo Jesús Luis Mosquera      | RW       | 107 | 04 | 0– | 3/5 | 17 | 0– | 01 | 07 | 00–           |
| 04 | David Martínez Rodríguez         | P        | 052 | 02 | 0– | 2/– | 29 | 0– | 0– | 09 | 00–           |
| 06 | Carlos González Villegas         | P        | 022 | 06 | 0– | –/7 | 06 | 02 | 07 | 04 | 00–           |
| 07 | Sergio José Venegas Rodríguez    | LW       | 111 | 03 | 0– | 5/3 | 26 | 01 | 02 | 10 | 00–           |
| 08 | Pau Ferré Andreu                 | D        | 00– | 03 | 0– | 1/6 | 03 | 04 | 12 | 0– | 0/2 (0 %)     |
| 09 | Guillermo García-Cabañas Carques | GK       | 006 | 01 | 0– | –/– | 02 | 0– | 0– | 01 | 30/106 (28 %) |
| 10 | Adrián Bandera Fernández         | LW       | 037 | 0– | 0– | 1/– | 09 | 0– | 0– | 05 | 00–           |
| 11 | Sergio Pérez Manzanares          | SPC      | 120 | 0– | 0– | 4/– | 09 | 0– | 0– | 12 | 0/1 (0 %)     |
| 12 | Pedro Rodríguez Serrano          | GK       | 00– | 0– | 0– | –/– | 02 | 0– | 0– | 0– | 49/155 (32 %) |

- Trainer: Pedro Bago Rascón

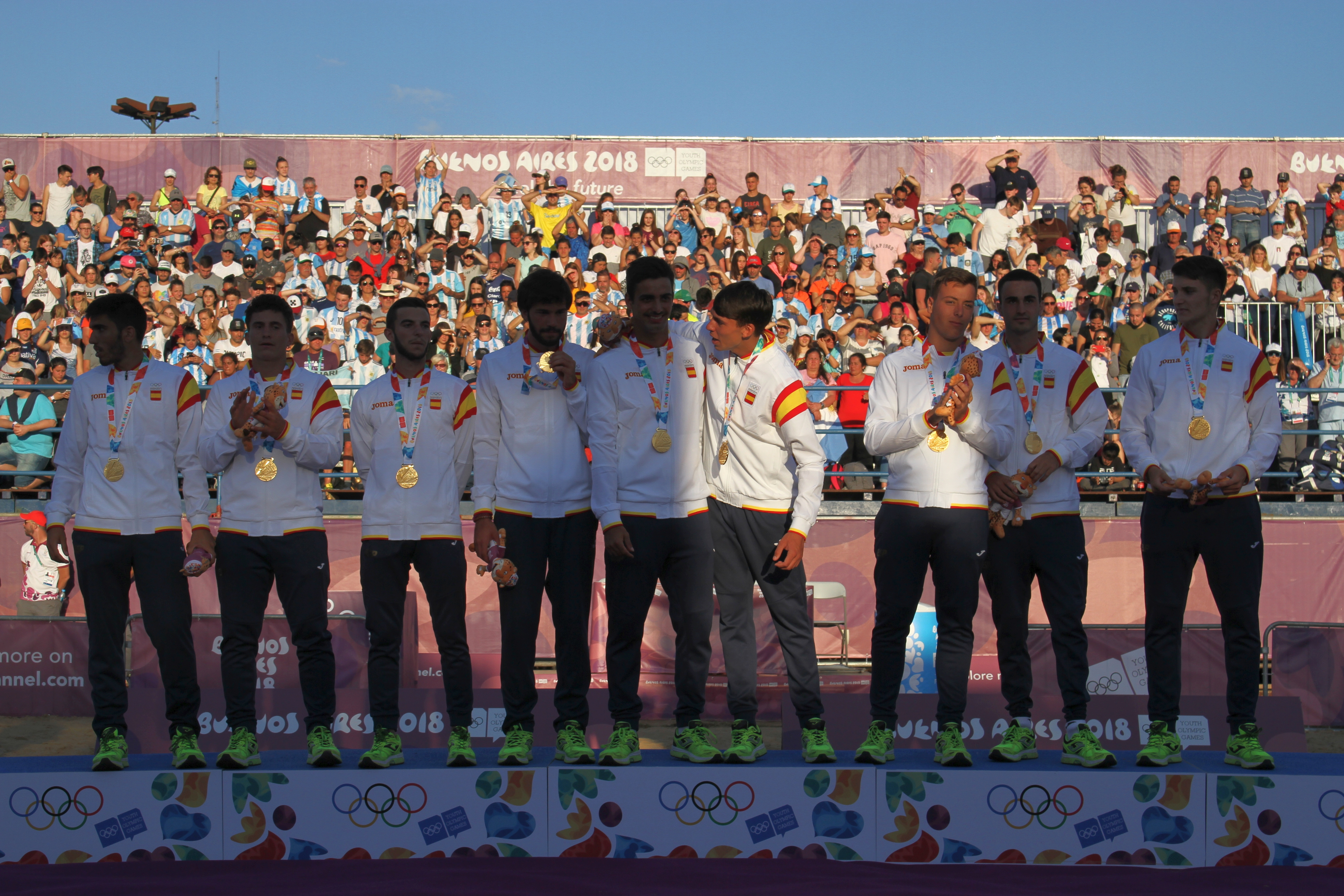
Spanien bei der Siegerehrung

- Assistent: Sebastián Andrés Hernández López
- Mannschaftsarzt: José María Calvillo Roda

| Trikot           | Tank Top Feld | Tank Top Tor/Specialist | Shorts |
| ---------------- | ------------- | ----------------------- | ------ |
| Standardtrikot   | Rot           | Rot                     | Blau   |
| Ausweichtrikot   | Weiß          | Rot                     | Blau   |
| Ausweichtrikot 2 | Weiß          | Rot                     | Blau   |

## Thailand

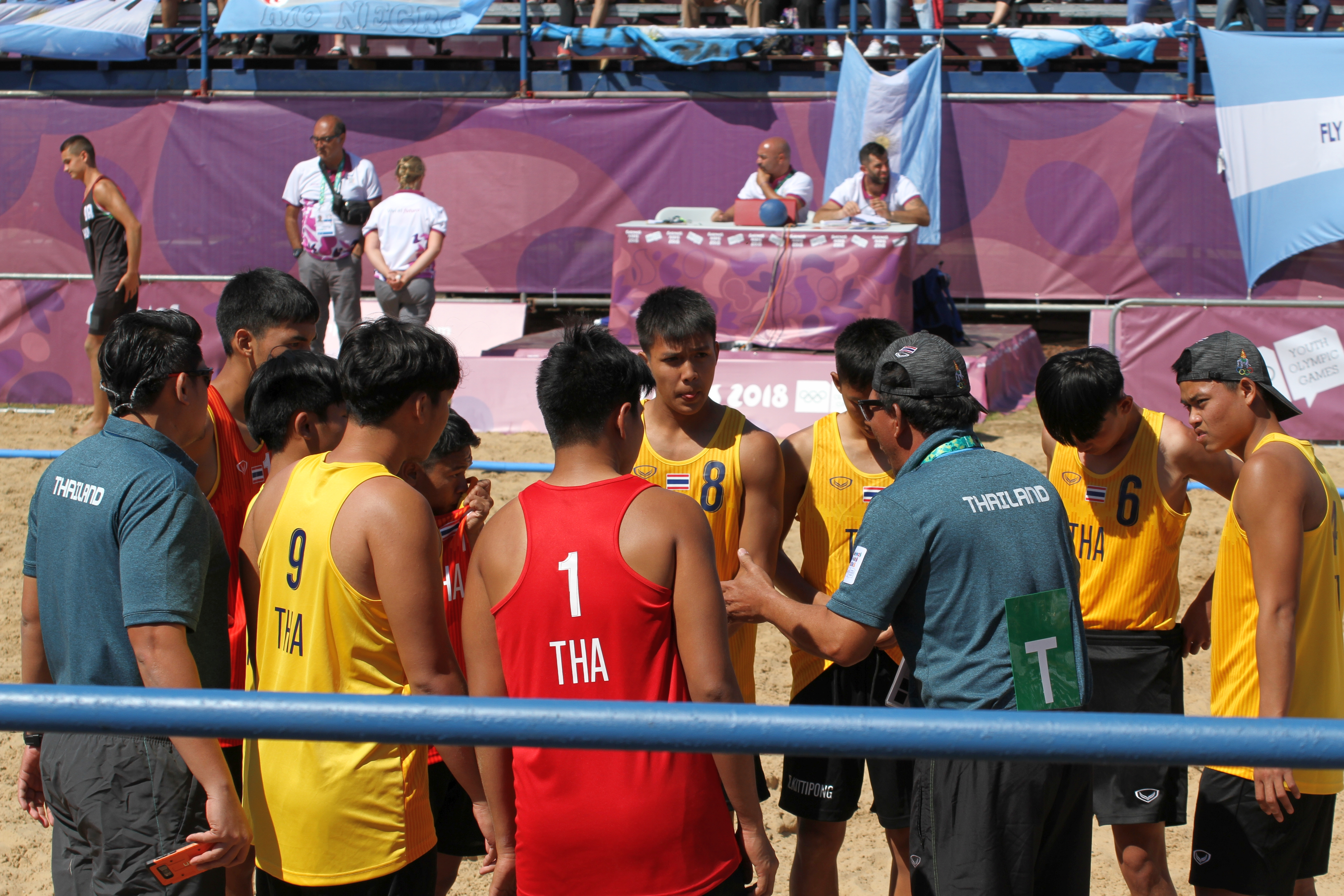
Die thailändische Mannschaft beim Vorrundenspiel gegen Ungarn

| NR | Name                  | Position | PU | ZS | PV | SW | AS | ST | BL | TO | SA |
| -- | --------------------- | -------- | -- | -- | -- | -- | -- | -- | -- | -- | -- |
| 01 | Kanokpon Seelueng     | GK       |    |    |    |    |    |    |    |    |    |
| 04 | Jeerapong Yaimueang   | LW/D     |    |    |    |    |    |    |    |    |    |
| 06 | Surasak Waenwiset     | LW/GK    |    |    |    |    |    |    |    |    |    |
| 07 | Kittipong Ruksawong   | RW       |    |    |    |    |    |    |    |    |    |
| 08 | Passakron Srinamkham  | RW/P     |    |    |    |    |    |    |    |    |    |
| 09 | Chaiwat Sinsuwan      | P/D      |    |    |    |    |    |    |    |    |    |
| 10 | Open Kannarong        | CB/GK    |    |    |    |    |    |    |    |    |    |
| 13 | Siriwong Watthanasiri | CB/GK    |    |    |    |    |    |    |    |    |    |
| 17 | Jakkapat Prathummang  | LW/D     |    |    |    |    |    |    |    |    |    |

- Trainer: Surakhom Kannarong
- Assistent: Sanit Iamphuchuai

| Trikot           | Tank Top Feld | Tank Top Tor/Specialist | Shorts  |
| ---------------- | ------------- | ----------------------- | ------- |
| Standardtrikot   | Rot           | Rot                     | Schwarz |
| Ausweichtrikot   | Blau          | Rot                     | Schwarz |
| Ausweichtrikot 2 | Schwarz       | Rot                     | Schwarz |

## Ungarn

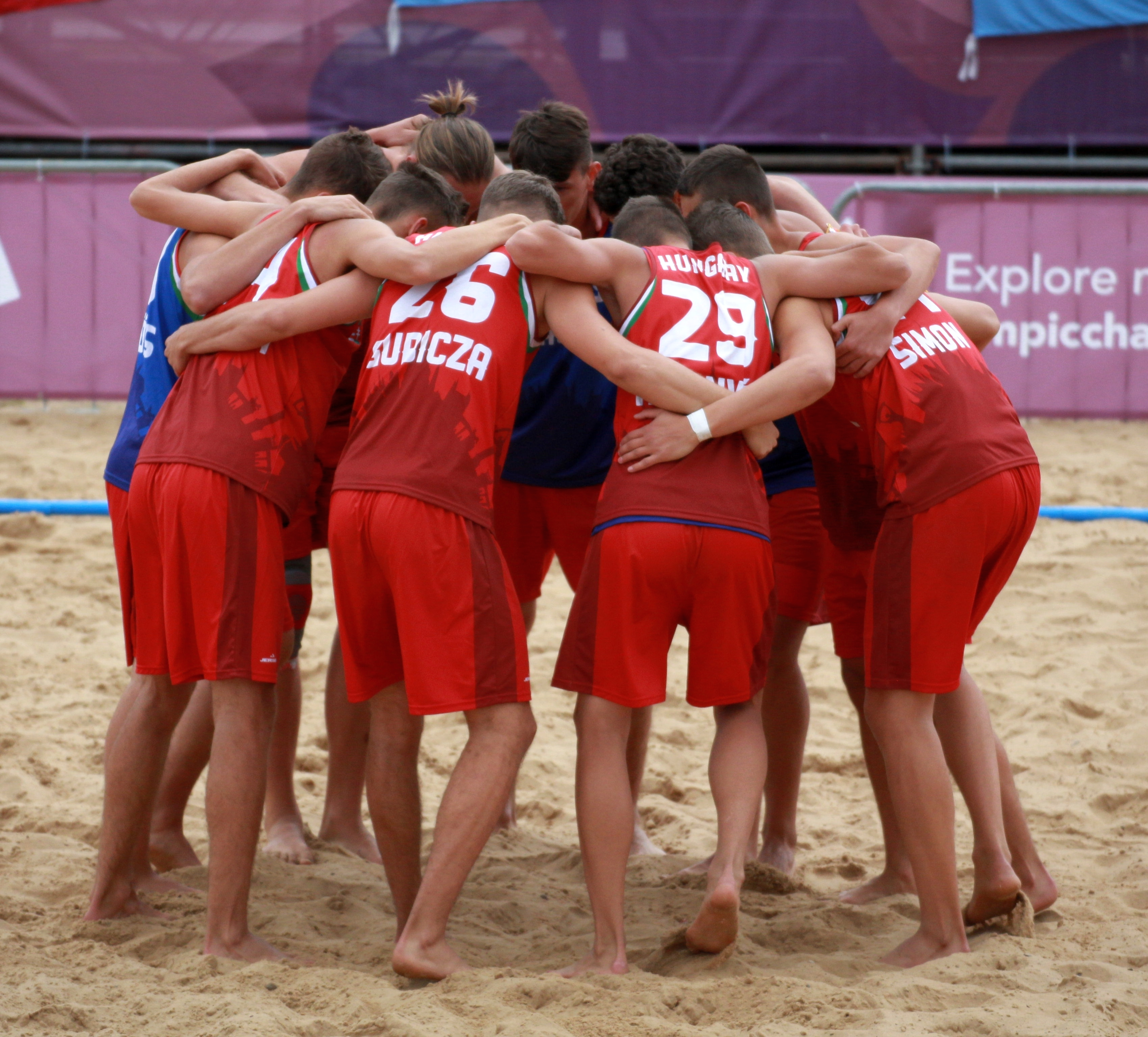
Die Ungarn vor dem Hauptrundenspiel gegen Portugal

| NR | Name              | Position | PU | ZS | PV | SW | AS | ST | BL | TO | SA |
| -- | ----------------- | -------- | -- | -- | -- | -- | -- | -- | -- | -- | -- |
| 01 | Barnabás Marczika | GK       |    |    |    |    |    |    |    |    |    |
| 09 | Viktor Melnicsuk  | SPC      |    |    |    |    |    |    |    |    |    |
| 18 | Benedek Tóth      | P        |    |    |    |    |    |    |    |    |    |
| 20 | Bence Seprős      | GK       |    |    |    |    |    |    |    |    |    |
| 24 | Marcell Fenyvesi  | D        |    |    |    |    |    |    |    |    |    |
| 26 | Csaba Gubicza     | LW/SPC   |    |    |    |    |    |    |    |    |    |
| 29 | Bence Hornyák     | RW       |    |    |    |    |    |    |    |    |    |
| 44 | Kristóf Simon     | D/P      |    |    |    |    |    |    |    |    |    |
| 88 | Balázs Matuszka   | LW/RW    |    |    |    |    |    |    |    |    |    |

- Trainer: Gergely Penszki
- Assistent: Ervin Tuba Kovács

| Trikot           | Tank Top Feld | Tank Top Tor/Specialist | Shorts |
| ---------------- | ------------- | ----------------------- | ------ |
| Standardtrikot   | Rot           | Grün                    | Rot    |
| Ausweichtrikot   | Schwarz       | Grün                    | Rot    |
| Ausweichtrikot 2 | Schwarz       | Grün                    | Rot    |

## Uruguay

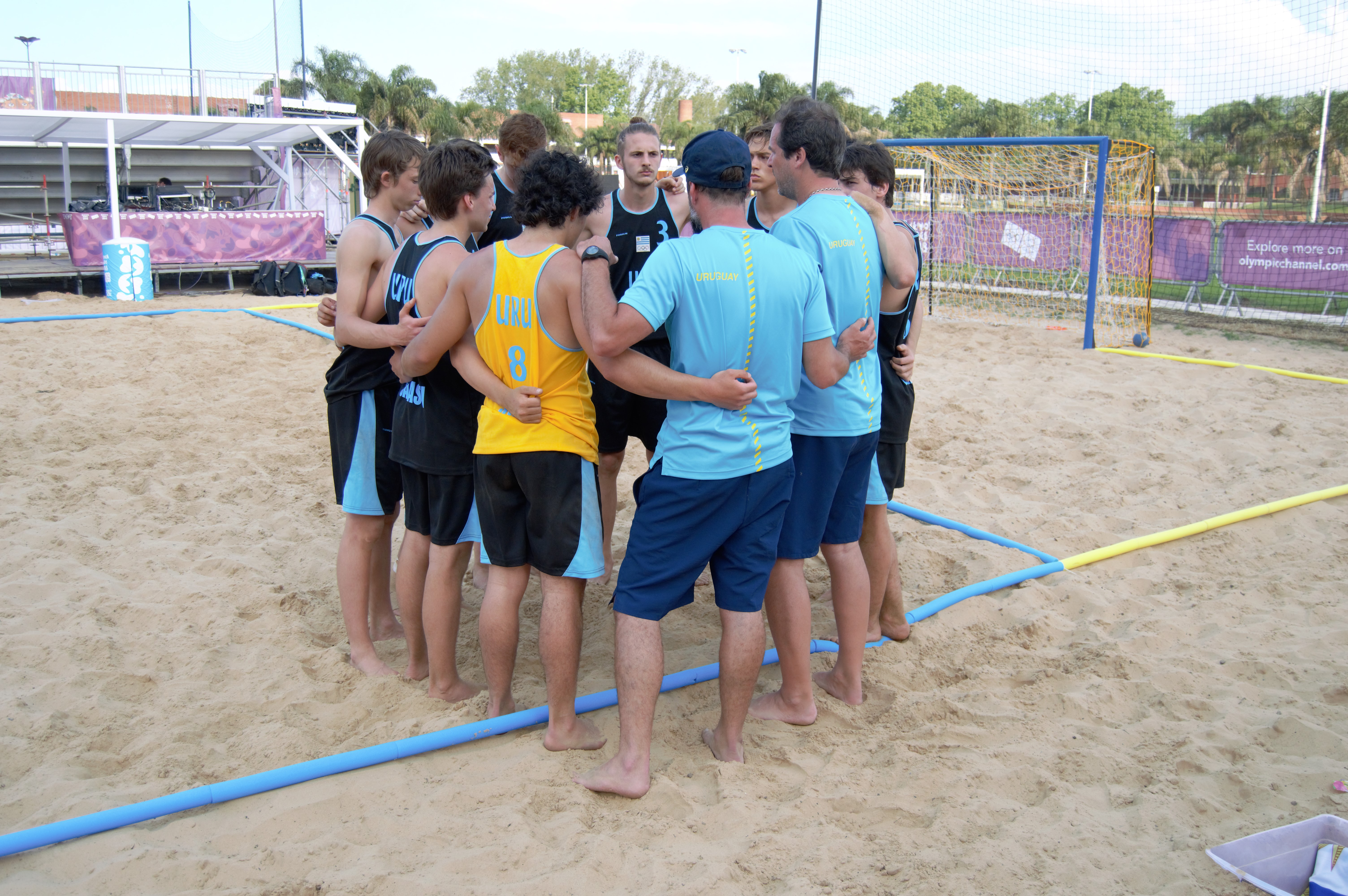
Uruguay beim Vorrundenspiel gegen Spanien

| NR | Name              | Position | PU | ZS | PV | SW | AS | ST | BL | TO | SA |
| -- | ----------------- | -------- | -- | -- | -- | -- | -- | -- | -- | -- | -- |
| 01 | Santiago González | GK       |    |    |    |    |    |    |    |    |    |
| 03 | Tiago Cedrés      | P        |    |    |    |    |    |    |    |    |    |
| 04 | Víctor Márquez    | LW       |    |    |    |    |    |    |    |    |    |
| 05 | Mateo Rus         | D        |    |    |    |    |    |    |    |    |    |
| 06 | Diego Gambetta    | D        |    |    |    |    |    |    |    |    |    |
| 07 | Jerónimo Mariano  | LW       |    |    |    |    |    |    |    |    |    |
| 08 | David Sosa        | SPC      |    |    |    |    |    |    |    |    |    |
| 09 | Ignacio Mattera   | P        |    |    |    |    |    |    |    |    |    |
| 10 | Sebastián Sagasti | SPC      |    |    |    |    |    |    |    |    |    |

- Trainer: Gaston Balletto
- Assistent: Daniel Bonino

| Trikot           | Tank Top Feld | Tank Top Tor/Specialist | Shorts  |
| ---------------- | ------------- | ----------------------- | ------- |
| Standardtrikot   | Hellblau      | Hellblau                | Schwarz |
| Ausweichtrikot   | Schwarz       | Hellblau                | Schwarz |
| Ausweichtrikot 2 | Hellblau      | Hellblau                | Schwarz |

## Venezuela
Mauriel Meza ersetzte den zunächst nominierten Manuel Lobo.

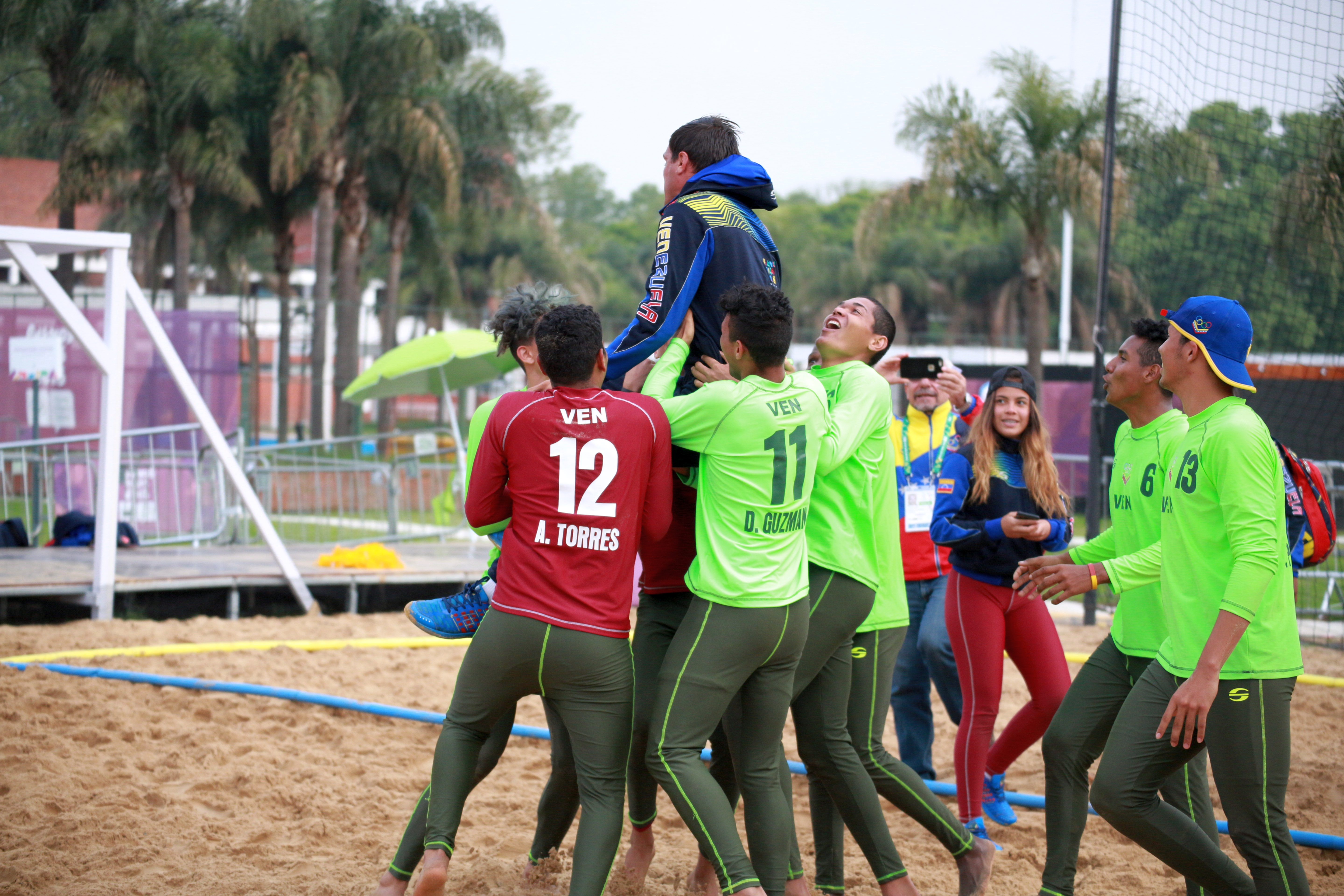
Venezuela feiert den Sieg im Platzierungsspiel um Rang sieben

| NR | Name             | Position | PU | ZS | PV | SW | AS | ST | BL | TO | SA |
| -- | ---------------- | -------- | -- | -- | -- | -- | -- | -- | -- | -- | -- |
| 01 | Mauriel Meza     | GK       |    |    |    |    |    |    |    |    |    |
| 04 | Dixon Silva      | P        |    |    |    |    |    |    |    |    |    |
| 06 | Michael Márquez  | P        |    |    |    |    |    |    |    |    |    |
| 10 | Rainner Seijas   | SPC      |    |    |    |    |    |    |    |    |    |
| 11 | Denyer Guzmán    | D        |    |    |    |    |    |    |    |    |    |
| 12 | Álvaro Torres    | GK       |    |    |    |    |    |    |    |    |    |
| 13 | Sanders Peñaloza | D        |    |    |    |    |    |    |    |    |    |
| 14 | Ednelson Noel    | LW       |    |    |    |    |    |    |    |    |    |
| 16 | Dairo López      | RW       |    |    |    |    |    |    |    |    |    |

- Trainer: Christopher Timaure
- Betreuer: Ghassan Mamo Kapase

| Trikot           | Tank Top Feld | Tank Top Tor/Specialist | Shorts  |
| ---------------- | ------------- | ----------------------- | ------- |
| Standardtrikot   | Weinrot       | Weiß                    | Weinrot |
| Ausweichtrikot   | Weiß          | Weiß                    | Weinrot |
| Ausweichtrikot 2 | Weiß          | Weiß                    | Weinrot |